# Acht Banner

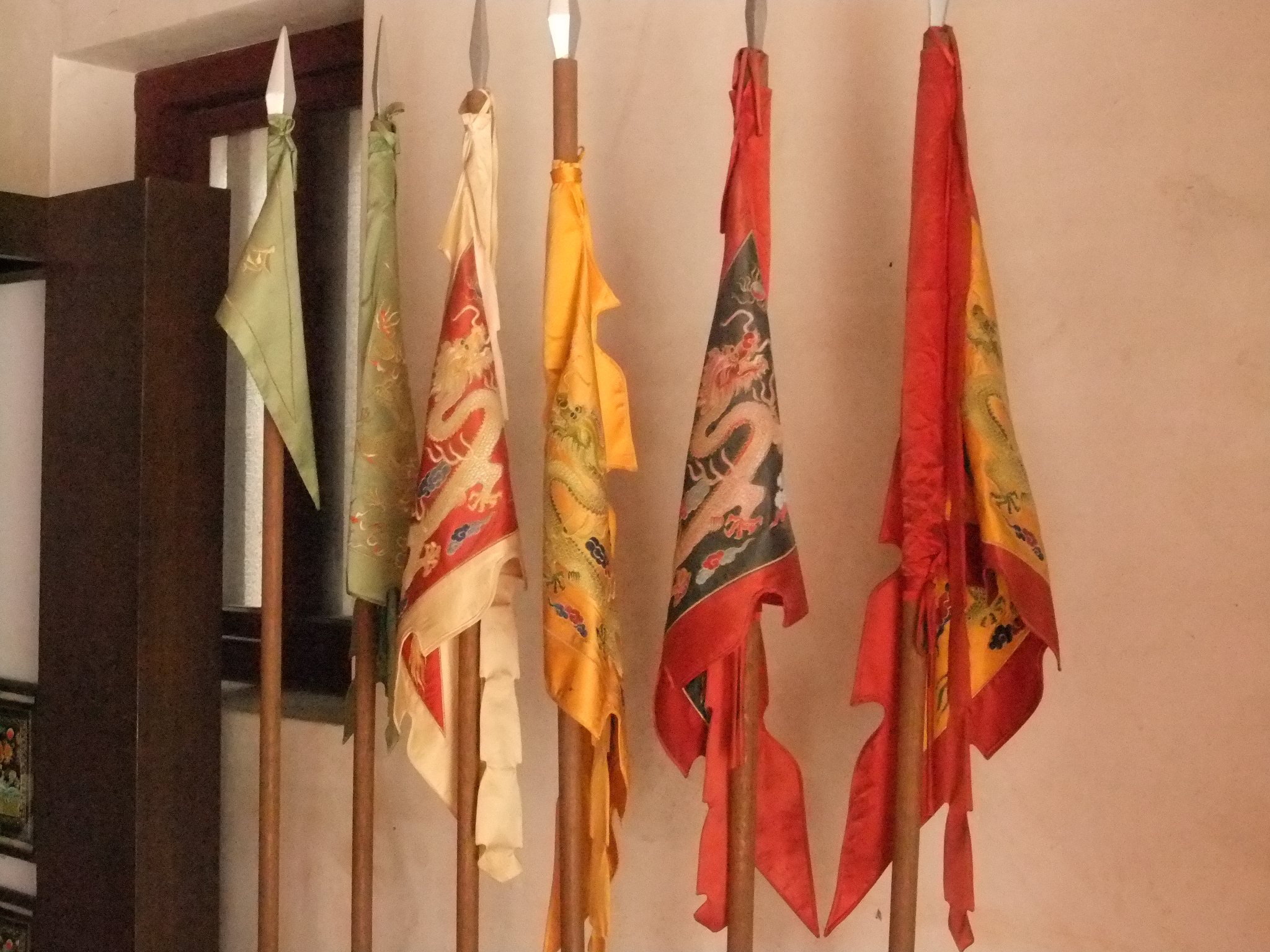
Banner in einem Museum auf der Insel Kinmen

Als Acht Banner (mandsch.: gūsa, chinesisch 八旗, Pinyin bāqí) wurden im China der Qing-Dynastie die Militär- und Verwaltungseinheiten bezeichnet, in die alle mandschurischen Familien eingeteilt waren. 
Ursprünglich beruhten sie auf reinen Stammeszugehörigkeiten, erhielten aber sehr bald militärische Bedeutung, hatte doch jedes Banner eine bestimmte Zahl von Truppen zu stellen. Insofern standen sie in Konkurrenz zur Han-chinesisch geprägten Grünen Standarte. 

## Geschichte

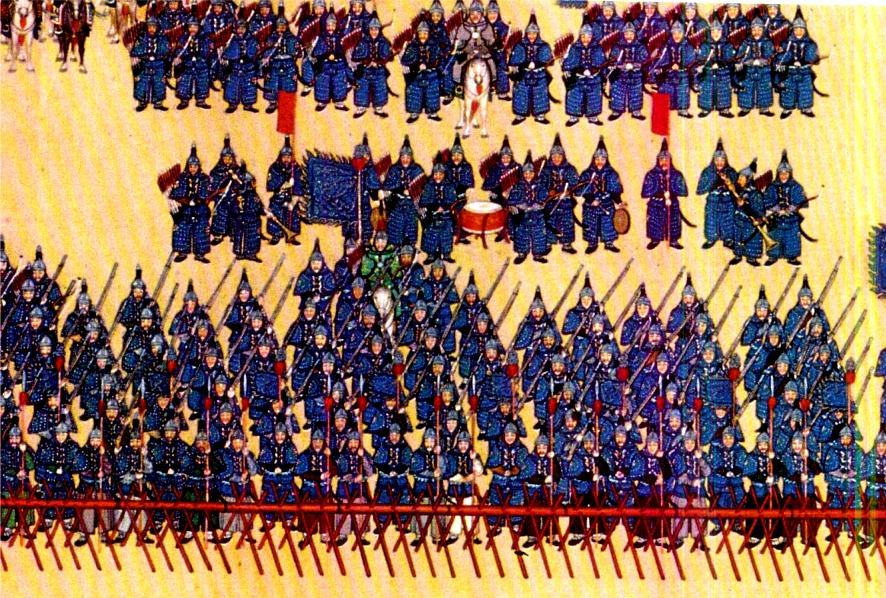
Soldaten des Blauen Banner in der Qianlong-Ära

Eingeführt wurden die Banner zu Beginn des 17. Jahrhunderts durch den Stammesfürsten Nurhaci, später sollten sie zu einer tragenden Säule des mandschurisch-chinesischen Qing-Reiches werden. Ursprünglich gehörten 300 Haushalte zu einer Kompanie. Fünf von diesen wurden in ein Bataillon gegliedert und zehn Bataillone bildeten ein Banner. Ursprünglich in vier Banner unterteilt, wurden diese 1615 geteilt und verdoppelt durch die Erschaffung der gerahmten Banner.
Ungeachtet ihres militärischen Ursprungs wurden den acht Bannern auch Aufgaben im Zivilbereich übertragen. Während anfänglich noch fünf Banner kaiserlichen Prinzen unterstellt waren, standen später alle acht unter unmittelbarer Kontrolle des Kaisers. Insbesondere nach der Eroberung Chinas war eine zunehmende Professionalisierung und Bürokratisierung der mandschurischen Banner zu verzeichnen. 
Zunehmend wurden auch Han-Chinesen und Mongolen in die Banner aufgenommen. Um 1700 waren 65 % aller Bannerleute Han-Chinesen, 19 % Mongolen und nur 16 % Mandschu, dennoch hielt letztere Gruppe 2/3 aller hohen Staatsämter. Keinem Banner zugehörige Chinesen wurden mit Verwaltungsaufgaben betraut. Wurden die Bannersoldaten ursprünglich von den Mandschuführern an der erworbenen Beute beteiligt, erhielten sie später ein festes Gehalt.
Zusätzlich zu den Acht Bannern der Mandschu ließ Huang Taiji 1631 die Acht Banner der Han-Chinesen und 1635 die Acht Banner der Mongolen aufstellen. Die nun tatsächlich vierundzwanzig Banner wurden als Kollektiv dennoch weiterhin als Acht Banner bezeichnet.
Die größten und wichtigsten Banner-Garnisonen befanden sich während der Qing-Dynastie in Peking, Xi’an und Hangzhou. Bedeutende Einheiten waren auch in der Mandschurei, in Yunnan, entlang des Jangtsekiang und am Kaiserkanal stationiert. Die Verbände waren hierarchisch aufgebaut: Kleinste Einheit war das 300 Mann umfassende niru (chinesisch 佐領, Pinyin zuǒlǐng). Darüber stand das fünf niru umfassende jalan (chinesisch 參領, Pinyin cānlǐng). Fünf jalan schließlich bildeten ein Banner (gūsa; chinesisch 旗, Pinyin qí). Hierbei handelt es sich natürlich nur um Richtwerte, von denen in der Praxis abgewichen werden konnte.
Im Laufe der Zeit wurden zahlreiche chinesische und mongolische Bannereinheiten in den Zivilstand zurückversetzt oder in die Armee der Grünen Standarte integriert. Am Ende der Qing-Dynastie wurden alle Angehörigen der Acht Banner ungeachtet ihrer Volkszugehörigkeit von der Republik China als Mandschus betrachtet.
Während der Eroberung Chinas im 17. Jahrhundert noch ein effektives militärisches Instrument, verfielen die Banner in der Folgezeit zunehmend. Während der Opiumkriege und des Taiping-Aufstands erwiesen sie sich als für die moderne Kriegsführung des 19. Jahrhunderts ungeeignet. Dementsprechend gingen die Qing-Kaiser dazu über, eine neue Armee westlicher Prägung zu schaffen. Gleichwohl bestand das Banner-System bis zum Untergang der Dynastie 1911.

## Die acht Banner
| Banner | Deutsch                 | Mandschurisch                                | Chinesisch           | Position | Bekannte Angehörige                                                                               |
| ------ | ----------------------- | -------------------------------------------- | -------------------- | --- | ------------------------------------------------------------------------------------------------- |
|        | Gerahmtes Gelbes Banner | ᡴᡠᠪᡝᡥᡝ ᡧᡠᠸᠠᠶᠠᠨ ᡤᡡᠰᠠ kubuhe suwayan i gūsa    | 鑲黃旗 Xiānghuáng Qí | Führendes der acht Banner, erstes der „oberen drei Banner“                                                                                   | Cixi (ursprünglich Gerahmtes Blaues Banner, später hier aufgenommen), Oboi                        |
|        | Gelbes Banner           | ᡤᡠᠯᡠ ᡧᡠᠸᠠᠶᠠᠨ ᡤᡡᠰᠠ gulu suwayan i gūsa        | 正黃旗 Zhènghuáng Qí | eines der „oberen drei Banner“, quantitativ stärkstes der acht Banner                                                                        | Sonin, Mingzhu                                                                                    |
|        | Weißes Banner           | ᡤᡠᠯᡠ ᡧᠠᠩᡤᡳᠶᠠᠨ ᡤᡡᠰᠠ gulu šanggiyan i gūsa     | 正白旗 Zhengbái Qí   | eines der „oberen drei Banner“ | Cao Xueqin, Dorgon, Ronglu, Gobulo Wanrong                                                        |
|        | Rotes Banner            | ᡤᡠᠯᡠ ᡶᡠᠯᡤᡳᠶᠠᠨ ᡤᡡᠰᠠ gulu fulgiyan i gūsa      | 正紅旗 Zhenghóng Qí  | erstes der „unteren fünf Banner“ | Daišan, Heshen, Lao She                                                                           |
|        | Gerahmtes Weißes Banner | ᡴᡠᠪᡠᡥᡝ ᡧᠠᠩᡤᡳᠶᠠᠨ ᡤᡡᠰᠠ kubuhe šanggiyan i gūsa | 鑲白旗 Xiāngbái Qí   | eines der „unteren fünf Banner“ | Agui (阿桂), Aisin Gioro Xianyu                                                                   |
|        | Gerahmtes Rotes Banner  | ᡴᡠᠪᡠᡥᡝ ᡧᠠᠩᡤᡳᠶᠠᠨ ᡤᡡᠰᠠ kubuhe fulgiyan i gūsa  | 鑲紅旗 Xiānghóng Qí  | eines der „unteren fünf Banner“ | -                                                                                                 |
|        | Blaues Banner           | ᡤᡠᠯᡠ ᠯᠠᠮᡠᠨ ᡤᡡᠰᠠ gulu lamun i gūsa            | 正藍旗 Zhenglán Qí   | ursprünglich eines der „oberen drei Banner“, zu den „unteren fünf“ herabgestuft, als das Weiße Banner in die „oberen drei“ aufgenommen wurde | Keying, Qigong, Zhao Erxun, Zhao Erfang                                                           |
|        | Gerahmtes Blaues Banner | ᡴᡠᠪᡠᡥᡝ ᠯᠠᠮᡠᠨ ᡤᡡᠰᠠ kubuhe lamun i gūsa        | 鑲藍旗 Xiānglán Qí   | eines der „unteren fünf Banner“ | Cixi (gebürtig aus diesem Banner, später ins Gerahmte Gelbe Banner aufgenommen), Jirgalang, Ortai |